# Bubú dels papirs
El bubú dels papirs (Laniarius mufumbiri) és un ocell de la família dels malaconòtids (Malaconotidae).

## Hàbitat i distribució
Habita zones empantanegades amb papirs, del nord-est i est de la República Democràtica del Congo, Ruanda, Burundi, Uganda, nord-oest de Kenya i nord-oest de Tanzània.